# Lanificio G.B. Conte
Lanificio G.B. Conte est une entreprise italienne de l'industrie textile. 
Fondée en 1757 par Antonio di Giovan Battista Conte, à Schio, toujours détenue et dirigée par la famille du fondateur et encore en activité en 2009, sa longévité lui permet de faire partie de l'Association des Hénokiens.

## Métiers
À l'origine spécialisée dans la laine, elle évolue au XIXe siècle avec l'arrivée de la mécanisation. Elle est spécialisée dans les tissus d'habillement « fantaisie » pour femmes et pour hommes. 